# Фугард, Атол
Атол Фугард (англ. Harold Athol Lanigan Fugard; 11 июня 1932[…], Мидделбург, Капская провинция, ЮАС — 8 марта 2025, Стелленбос, Западно-Капская провинция) — южноафриканский романист, драматург, актёр, режиссёр театра и кино.

## Биография
Отец — джазовый пианист ирландско-британско-французского происхождения, мать — из африканеров. Учился в частной католической школе, в техническом колледже, затем изучал философию и социальную антропологию в Кейптаунском университете, откуда был исключен в 1953 незадолго до его окончания. Работал в северной Африке, в Азии. С 1958 вместе с женой, писательницей Шейлой Фугард жил в Йоханнесбурге, где служил клерком, организовал театр, где ставил собственные пьесы. С начала 1960-х годов участвовал в движении против апартеида. Страдал алкоголизмом, в 1980-е годы излечился. Жил с женой в Сан-Диего, где преподавал на отделении театра и балета в Калифорнийском университете. Скончался 8 марта 2025 года в Стелленбосе, Западный Кейп.

## Драмы
- Klaas and the Devil (1956)
- The Cell (1957)
- Пропащая пятница/ No-Good Friday (1958)
- Nongogo (1959)
- Кровные узы/ Blood Knot (1961, вторая редакция — 1987; входит в число ста лучших африканских книг XX века)
- Здравствуй и прощай/ Hello and Goodbye (1965)
- The Coat (1966)
- Здесь живут люди/ People Are Living There (1968)
- Последний автобус/ The Last Bus (1969)
- Босман и Лена/ Boesman and Lena (1969, экранизирована в 1974 и 2000)
- Friday’s Bread on Monday (1970)
- Sizwe Bansi Is Dead (1972)
- Остров/ The Island (1972)
- Statements After an Arrest Under the Immorality Act (1972)
- Dimetos (1975)
- Орест/ Orestes (1978)
- A Lesson from Aloes (1978)
- Барабанщик/ The Drummer (1980)
- Мастер Гарольд и ученики/ Master Harold…and the Boys (1982, экранизирована в 1973, 1985, 2010)
- Путь в Мекку/ The Road to Mecca (1984, экранизирована автором в 1992)
- A Place with the Pigs: a personal parable (1987)
- Дети мои! Африка моя!/ My Children! My Africa! (1989)
- Моя жизнь/ My Life (1992)
- Плейлэнд/ Playland (1993)
- Песня долины/ Valley Song (1996)
- The Captain’s Tiger: a memoir for the stage (1997)
- Горести и радости/ Sorrows and Rejoicings (2001)
- Exits and Entrances (2004)
- Booitjie and the Oubaas (2006)
- Победа/ Victory (2007)
- Coming Home (2009)
- Have You Seen Us (2009)
- Машинист/ The Train Driver (2010)

## Фугард в кино
По роману Фугарда Цоци в 2005 году поставлен одноимённый фильм, получивший премию «Оскар» как лучший фильм на иностранном языке.

## Признание
Премия Obie (1971), Премия Тони за жизненное достижение (2011) и др. награды. Почетный доктор ряда университетов ЮАР, США и Европы.